# Gabriel Welter
Franz Gabriel Welter (Metz, 16 mei 1890 - Athene, 2 augustus 1954) was een Duitse archeoloog.
Gabriel Welter werd geboren in Lotharingen in een Frans georiënteerde familie. Reeds als gymnasium-leerling schreef hij een publicatie over Romeinse huizen en stelde hij een kaart samen van de Romeinse bewoning rond Metz. Toen hij 18 jaar was groef hij bij Metz een Romeinse villa op. Hij studeerde aan de Universiteit van Straatsburg (toen in Duitsland) bij Franz Winter, aan de Universiteit van Leipzig bij Franz Studniczka en ook kort aan de Universiteit van Rome. In 1914 promoveerde hij bij Studniczka in Leipzig op een proefschrift over Noord-Afrikaanse grafbouw. In 1920 publiceerde hij de verzameling antieke vazen in de Grossherzogliche Sammlungen für Altertums- und Völkerkunde in Karlsruhe, als eerste volume in een nieuwe serie Bausteine zur Archäologie. Het doel van de serie was “materiaal ter beschikking te stellen aan de wetenschap, voor bestudering in de bestaande vaktijdschriften”. Er zijn geen verdere delen verschenen in de serie.
In de herfst van 1920 reisde Welter met Studniczka naar Athene. Het Duitse Archeologische Instituut in Athene werd na sluiting tijdens de Eerste Wereldoorlog weer geopend, en Studniczka werd directeur. Griekenland werd Welters nieuwe thuisland. Hij werkte jarenlang als onbezoldigd assistent voor het instituut in Athene. De centrale directie van het Deutsches Archäologisches Institut in Berlijn gaf hem van 1927 tot 1937 de status van Grabungsreferent met standplaats Athene.
Tijdens de jaren in Griekenland had hij het financieel niet breed. Hij verrichtte veel opgravingen, maar beperkte zich meestal tot enkele (diepe) proefsleuven. Op grond hiervan probeerde hij de site te interpreteren en aanknopingspunten voor verdere sondages te vinden. Helaas publiceerde hij weinig; het bleef meestal bij voorberichten en korte berichten over zijn vroege activiteiten. In 1921 assisteerde hij Studniczka bij het onderzoek aan het Monument van Lysicrates, het jaar daarop leidde hij zelf dit onderzoek en kon hij door een kleinere opgraving de maten en datering van het oudere Atheense Olympieion verduidelijken. In 1923 deed hij opgravingen bij de Tempel van Nikè op de Akropolis van Athene, waar hij een oudere bouwfase vond. In de daaropvolgende jaren deed hij opgravingen op Naxos bij het Hekatompedon en vanaf 1927 in Sichem (Palestina). Doordat Welter weinig publiceerde, is de omvang van zijn jarenlange werk samen met Ernst Buschor op Samos niet goed duidelijk. Ook zijn belangrijkste prestatie, de opgraving van het prehistorische Egina, is ongepubliceerd gebleven. Over het onderzoek in Troizina en Kalavria verscheen in 1941 een korte publicatie. Na de Tweede Wereldoorlog begon Welter een seriepublicatie getiteld Geschiedenis van Griekenland per regio in het Nieuwgrieks. Het plan omvatte 31 rijk geïllustreerde volumes, die vooral bedoeld waren als hulpmiddel en werk voor jonge Griekse archeologen. Het project kwam door Welters vroege dood in 1954 niet uit de startblokken. Uit zijn nalatenschap verscheen in 1955 een deel over Chalkis en in 1962 een deel over Egina (een vermeerderde editie van zijn kleinere publicatie uit 1938).
Over de archeoloog Welter is weinig met zekerheid bekend; er is geen uitgebreide biografie of autobiografie. Hij werd wel bijgenaamd “roodbaard” vanwege zijn rode haar, en er werden hem Keltische wortels toegedicht. In het jaar van zijn promotie publiceerde hij in Parijs ook een studie over Keltische mythologie. Onder zijn medewerkers stond hij bekend om zijn vermogen om zaken te combineren, zijn fantasie en zijn gevatheid. Hiervan is in zijn publicaties echter weinig terug te vinden. Welter stimuleerde een generatie jonge archeologen, maar zijn eigen werk is door het gebrek aan publicaties niet goed tot zijn recht gekomen. Hij werd vanwege zijn verdiensten benoemd tot ereburger van Naxos, en in de oude stad van Naxos is een straat naar hem vernoemd.

## Publicaties (keuze)
- ‘Notes de mythologie gallo-romaine’. In: Revue archéologique 17, blz. 55-66, E. Leroux, Parijs 1911.
- Aus der Karlsruher Vasensammlung, Bausteine zur Archaeologie 1, A. Reiff & cie, Offenburg & Baden 1920.
- Altjonische Tempel. 1. Der Hekatompedos von Naxos, AM XLIX, 1924.
- Stand der Ausgrabungen in Sichem, Sonder-Abdruck aus dem Jahrbuch des deutschen archäologischen Instituts, W. de Gruyter, Berlijn 1932.
- Aigina, Mann, Berlijn 1938.
- L'Île d'Égine, Les Belles Lettres, Parijs 1938.
- Troizen und Kalaureia, Mann, Berlijn 1941.
- Ιστορία της Ελλάδος κατα περιοχας (Historia tes Hellados kata periochas):
  - Vol. 1: Χαλκίδα (Chalkis), Athene 1955.
  - Vol. 2: Αίγινα (Egina), Athene 1962.

- Gemeinsame Normdatei: 117278610
- International Standard Name Identifier: 0000 0001 2143 018X
- Library of Congress Control Number: no2018130741
- Nationale Bibliotheek van Israël: 987012501784805171
- Nederlandse Thesaurus van Auteursnamen: 096582170
- Istituto Centrale per il Catalogo Unico: PUVV247632
- Système universitaire de documentation: 104489634
- Virtual International Authority File: 89507073
- WorldCat: E39PBJxcR8FdyCKT3tf9wGbcfq